# Dog Island Lighthouse
Dog Island Lighthouse ist ein Leuchtturm in Region Southland an der Südküste der Südinsel Neuseelands. Sie liegt in der Foveauxstraße, etwa 3 km südöstlich von  Bluff. Er wird von Maritime New Zealand betrieben.
Der Turm war der zweite von James Melville Balfour, damals Seeingenieur der Provinz Otago, entworfene Leuchtturm. Die technische Ausstattung des Turmes wurde gemeinsam mit dem Leuchtfeuer für das Taiaroa Head Lighthouse auf der City of Dunedin vom schottischen Glasgow nach Port Chalmers verschifft. Diese Fahrt dauerte vom 5. Juni bis 3. September 1963.
Der Bau des Turmes wurde im Februar 1864 ausgeschrieben und am 8. April in Auftrag gegeben.  Der damals 33,5 m hohe schwarz-weiße Turm wurde aus vor Ort gebrochenem Stein gemauert. Damit stellt er eine Ausnahme zu den in Neuseeland üblichen hölzernen, später gusseisernen Türmen dar. Der Bau des bis heute höchsten Leuchtturmes Neuseelands kostete mehr als 10.000 £. Die Inbetriebnahme erfolgte am 1. August 1865. Die anfangs drei Leuchtturmwärter wurden alle drei Monate von einem Versorgungsschiff der Regierung mit Brennstoff und Versorgungsgütern versorgt. Erst mit dem Bau einer Landebahn auf der Insel in den 1960er Jahren reduzierte sich der Abstand auf 2 Wochen. Da der Turm auf weichem Erdgrund errichtet worden war, begann er sich 1871 zu neigen. Nach mehreren Reparaturversuchen wurde er 1918 mit einer Hülle aus Stahlbeton umgeben und dabei auf die heutige Höhe von 37 m erhöht.
Der Turm erhielt das erste rotierende Leuchtfeuer des Landes, das aus 16 Öllampen mit je einer eigenen Linse bestand. 1925 wurde der Turm jedoch auf die sonst übliche Bauart mit einer um eine einzige Lampe rotierenden Linse umgebaut. 1954 wurde der Turm elektrifiziert und von einem Dieselgenerator versorgt. 1989 wurde er automatisiert und wird seitdem wie alle Leuchttürme Neuseelands von einem zentralen Kontrollraum am Sitz von Maritime New Zealand in Wellington ferngesteuert. Im September 1999 erhielt der Turm ein modernes rotierendes Leuchtfeuer mit 35 Watt-Halogenlampe, das durch akkugepufferte Solarzellen versorgt wird. Das Leuchtfeuer von 1925 befindet sich als Leihgabe von Maritime New Zealand im Museum Wellington.
Am 22. November 1984 wurde der Turm vom New Zealand Historic Places Trust unter der Nummer 395 als Historic Place Category 1 registriert.